# Szczurowa
Szczurowa – malownicza wieś w powiecie brzeskim w województwie małopolskim.Jest siedzibą zarówno gminy Szczurowa jak i parafii św. Bartłomieja Apostoła. Miejscowość leży u zbiegu dróg wojewódzkich 964 i 768.
Szczurowa choć dziś ma charakter wiejski, w 1785 roku uzyskała lokację miejską, później zdegradowana w 1933 roku. Mimo utraty statusu miasta, Szczurowa wciąż zachowuje ślady swojej dawnej świetności – o jej bogatej przeszłości świadczą m.in. zabytkowy układ przestrzenny oraz liczne pamiątki historyczne.

## Części wsi
| SIMC    | Nazwa     | Rodzaj     |
| ------- | --------- | ---------- |
| 0831988 | Brzezinki | przysiółek |
| 0831959 | Myślenice | część wsi  |
| 0831965 | Podrylowa | część wsi  |
| 0831971 | Wągroda   | część wsi  |
| 0831994 | Włoszyn   | przysiółek |
| 0832002 | Zakręcie  | przysiółek |

## Historia

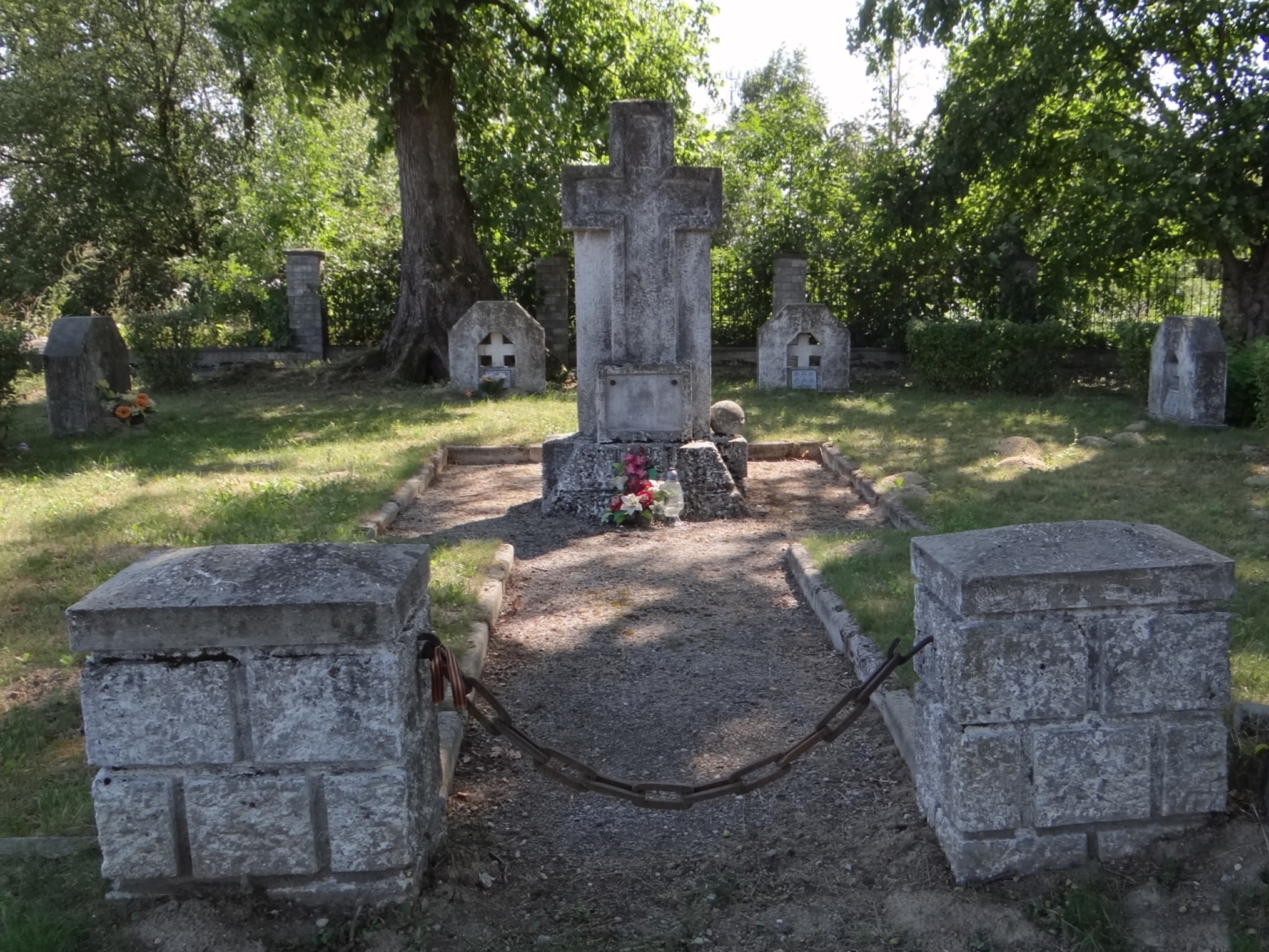
Cmentarz wojenny nr 264

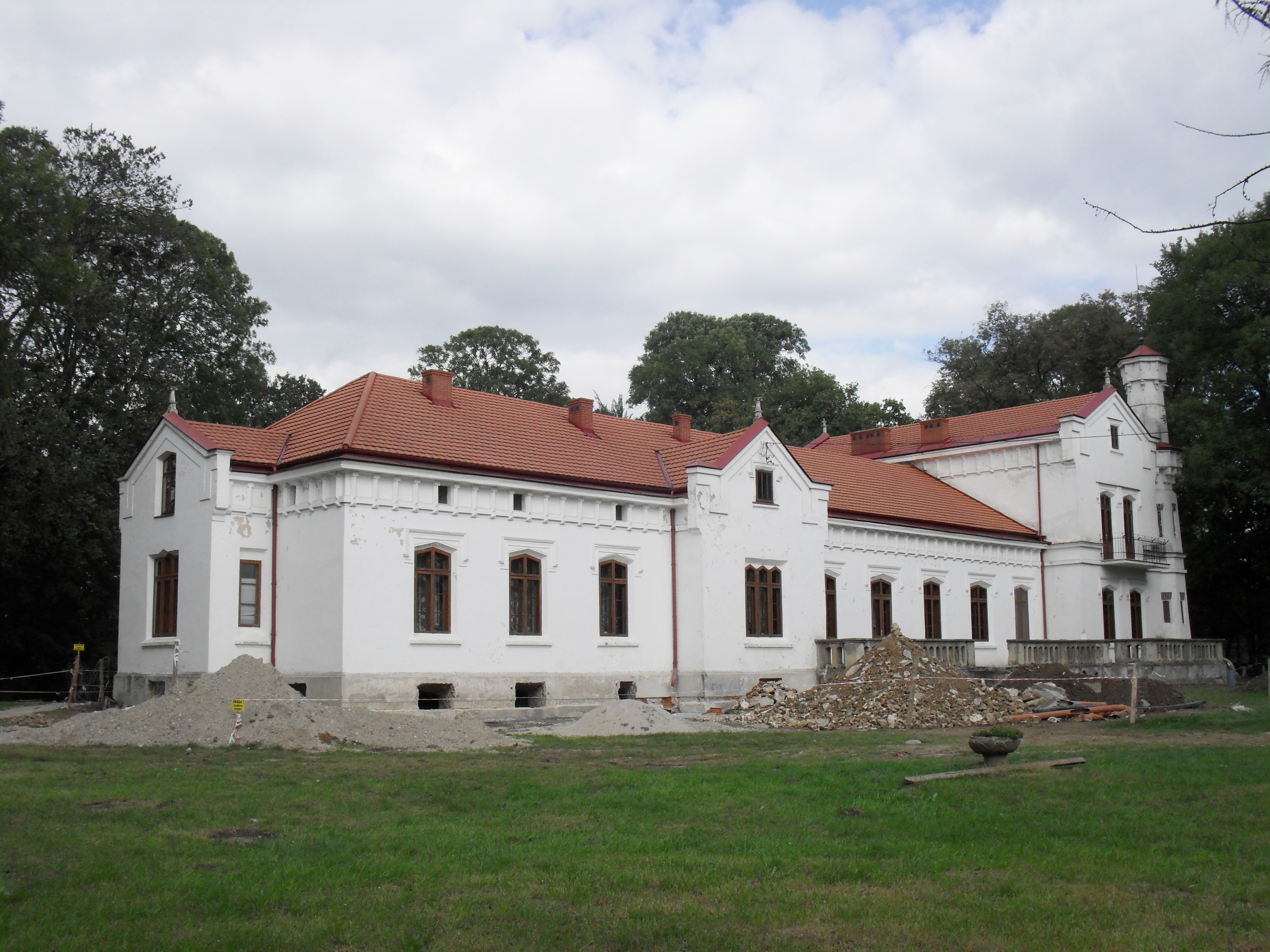
Dawny zespół dworski

### Do XIX wieku
Pierwsze wzmianki na temat ziemi szczurowskiej pojawiają się w testamencie Bolesława Krzywoustego; wspomniana jest tam ona jako część ziemi sandomierskiej, która po 1138 roku trafiła pod władanie Henryka Sandomierskiego. 
Powstanie wsi w Szczurowej datuje się natomiast na 1338 rok, kiedy to biskup Jan Grot rozporządzający należącymi do biskupstwa krakowskiego terenami nawiązał z sołtysem pobliskich Niedzielisk umowę zezwalającą na wykarczowanie lasu nazywanego Szczurowa w celu lokacji w jego miejscu wsi na prawie niemieckim. W chwili założenia, Szczurowa miała powierzchnię 40 łanów, a na jej terenie znajdowały się młyn i karczma. Erygowano w niej również parafię uposażoną w dwa łany ziemi, a także wybudowano drewniany orientowany kościół. 
Od 1596 roku w Szczurowej istniała szkoła parafialna, natomiast w 1615 biskup Piotr Tylicki wyposażył w niej szpital – Dom Ubogich. 
Szczurowa była wsią biskupstwa krakowskiego w województwie sandomierskim w ostatniej ćwierci XVI wieku. Pierwszym prywatnym właścicielem wsi został w 1827 roku Jan Popowich (zm. 1838) - komornik sądu szlacheckiego w Tarnowie, po nim zaś Szczurową odziedziczył jego siostrzeniec - Jan Truskawski. Później, w pierwszej połowie XIX wieku (przed 1846 rokiem) przeszła w ręce polskiego ziemiaństwa: Ignacego i Anastazji Zielińskich, a następnie – po śmierci Ignacego w 1854 i drugim małżeństwie Anastazji – Kępińskich. 

### XIX wiek

#### Rabacja galicyjska
W 1846 roku Szczurową ominęła rabacja galicyjska zbierająca w okolicznych miejscowościach krwawe żniwo; stało się to za sprawą mandatariusza dziedzica Zielińskiego, który powstrzymał rozruchy chłopskie oraz faktu, że Ignacy i Anastazja mieszkali wówczas w drugim należącym do nich dominium – Moszczanicy. 

#### Rozwój Szczurowej za rządów Anastazji i Jana Kępińskich
Do połowy XIX wieku Szczurowa była ubogą miejscowością zamieszkiwaną przez chłopstwo. Sytuacja wsi zmieniła się jednak, gdy w latach 50 XIX wieku osiedli w niej jej właściciele – Anastazja i Jan Kępińscy, pod których zarządem Szczurowa szybko przekształciła się w dobrze funkcjonujące miasteczko oraz istotny ośrodek kulturalny. Na zlecenie Kępińskich powstał w Szczurowej eklektyczny pałac z elementami neogotyku, a także rodowa kaplica na miejscowym cmentarzu. Finansowali oni także remont szczurowskiego Kościoła św. Bartłomieja Apostoła, a po jego pożarze udzielili mieszkańcom istotnego wsparcia finansowego przy budowie nowej, murowanej świątyni. Byli także inicjatorami budowy murowanych kamienic przy rynku, za ich czasów powstała w Szczurowej apteka, gabinet lekarski, murowana plebania oraz poczta. Wybudowano również drogę łączącą wieś z dworcem kolejowym w Brzesku-Słotwinie, otwierając tym samym Szczurową na świat.  

#### Powstanie styczniowe
W czasie powstania styczniowego, we wrześniu 1863 roku, w Szczurowej zgromadziła się część stuosobowej, dobrze uzbrojonej kawalerii ochotniczej, która dołączyć miała do II Korpusu „Krakowskiego” Józefa Hauke-Bosaka. Kępińscy uczestniczyli również w demonstracyjnych nabożeństwach połączonych ze śpiewaniem zakazanej przez zaborcę pieśni "Boże, coś Polskę", uważanej wówczas za manifestację uczuć patriotycznych, a także brali udział w patriotycznych spotkaniach szlachty organizowanych przed powstaniem styczniowym przez dwór w Dołędze. 

### XX wiek

#### Dwudziestolecie międzywojenne
Po śmierci Anastazji (zm. 1885) i Jana (zm. 1897) Szczurową odziedziczył bratanek Jana – Aleksander Kępiński, który zamieszkał w niej wraz ze swoją żoną Alojzą zd. Schmitt oraz synem Antonim. Pod zarządem Aleksandra Szczurowa rozwijała się gospodarczo i samorządowo – powołane do życia zostały różne organizacje jak chociażby spółdzielnia mleczarska (której Kępiński został prezesem), Katolickie Stowarzyszenie Młodzieży czy powstałe na przełomie 1929 i 1930 Koło Młodzieży Wiejskiej założone przez S. Miłkowskiego, Mieczysława Kabata, Władysława Buchańca oraz Józefa Kosonia, Franciszka Nitę, Jana Giemzę i Stanisława Rasaka. 
Na pierwsze trzy dekady XX wieku przypada również wzrost pozycji Szczurowej na mapie politycznej regionu; po rozpadzie PSL na PSL „Piast” i PSL – Lewica stała się ona miejscem zażartej walki tych dwóch ugrupowań o wpływy. Organizowane w niej były wiece wyborcze Szymona Bernadzikowskiego, wielokrotnie odwiedzał ją również Wincenty Witos. Po zamachu majowym przeprowadzonym przez Józefa Piłsudskiego w 1926 roku, Szczurowa – w której większość miał krytykujący sanację PSL „Piast” – stała się miejscem licznych wieców i manifestacji sprzeciwiających się rządowi Piłsudskiego. Najistotniejszymi spośród nich była przeprowadzona po wyroku procesu brzeskiego manifestacja 8 maja 1932 roku, w której uczestniczyć miały „wielotysięczne tłumy [chłopów]” oraz mający miejsce rok później wiec domagający się m.in. rozwiązania Sejmu i Senatu oraz przeprowadzenia demokratycznych wyborów. Centralnymi postaciami obu z tych wieców byli Wincenty Witos oraz Jan Brodacki, dawny poseł na Sejm. W organizacji powyższych manifestacji i protestów aktywnie uczestniczył również urodzony w Szczurowej Stanisław Nita, jeden z czołowych brzeskich ludowców i bliski współpracownik Witosa. 
W 1934 przez Szczurową przeszła największa powódź dwudziestolecia wojennego. Za udział w akcji ratunkowej w jej trakcie Aleksander Kępiński – właściciel Szczurowej – odznaczony został 11 listopada 1934 roku srebrnym krzyżem zasługi. 

#### II wojna światowa
W czasie II wojny światowej – 3 lipca 1943 – miejsce miała Masakra w Szczurowej – mord 93 osób dokonany przez niemieckich okupantów pod przywództwem Engelberta Guzdka na ludności romskiej mieszkającej we wsi. Zamordowani pochowani zostali na szczurowskim cmentarzu i upamiętnieni tablicą, na której wymieniono ich nazwiska. 
W czasie II wojny światowej w Szczurowej działały również tajne komplety zorganizowane przez Zygmunta Robaszkiewicza – prowadzono tajne nauczanie w zakresie szkoły podstawowej i gimnazjum, a później także i liceum. Sam Robaszkiewicz prowadził zajęcia języka polskiego, historii, geografii oraz biologii, przedmiotów humanistycznych uczyć pomagał ks. Jan Nita, religii i łaciny – ks. S. Daniel, natomiast języków nowożytnych – Jan Rassak. Nauczanie w zakresie szkoły podstawowej prowadziły Matylda Barabasz wraz z Krystyną Daniel-Robaszkiewicz. 
W latach 1975–1998 miejscowość administracyjnie należała do województwa tarnowskiego. 

## Zabytki

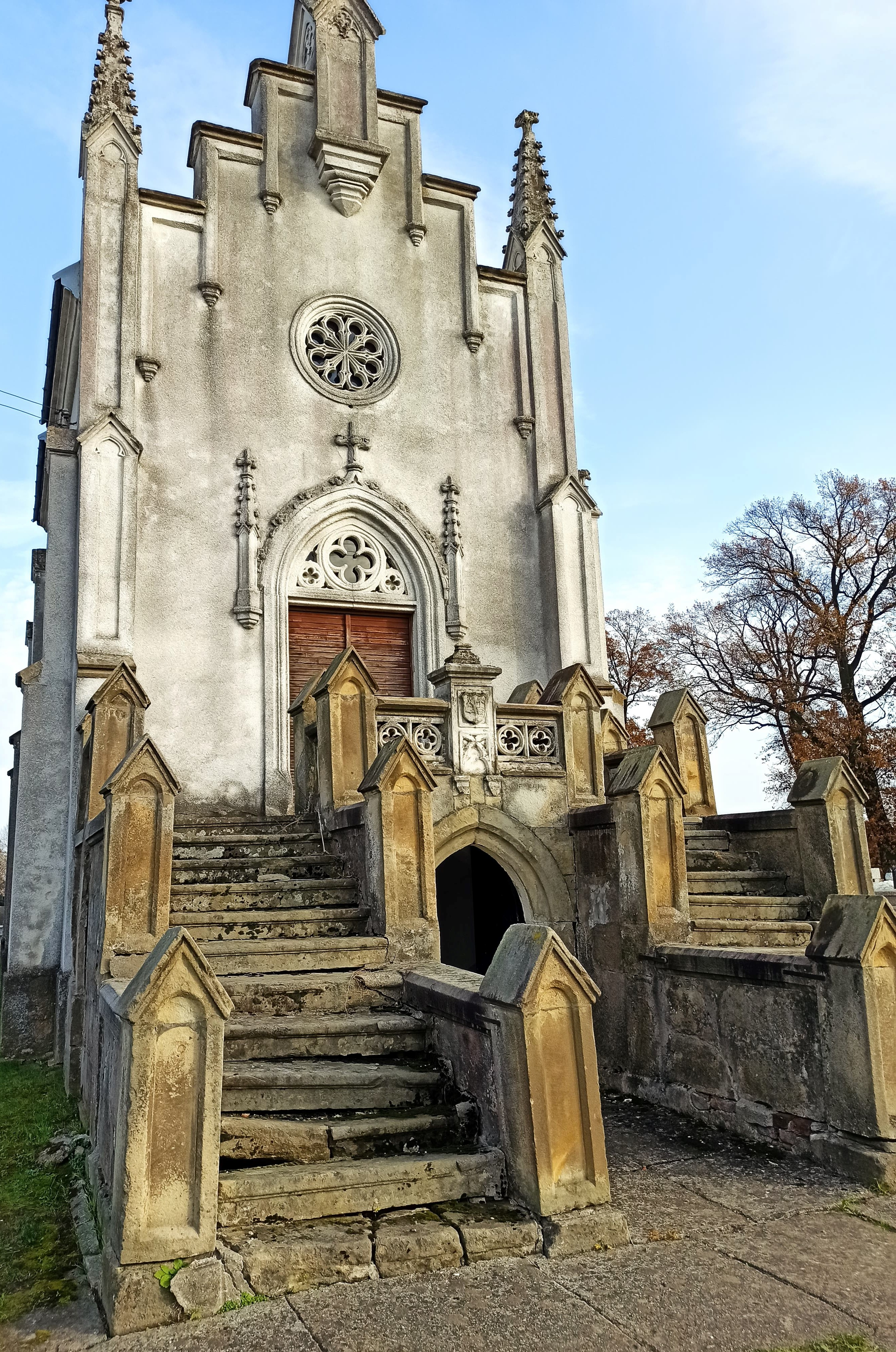
XIX-wieczna kaplica rodu Kępińskich

Obiekty wpisane do rejestru zabytków nieruchomych województwa małopolskiego:
- kościół parafialny pw. św. Bartłomieja Apostoła z 1893 roku, projektu Jana Sas-Zubrzyckiego
- dwór wraz z parkiem oraz ogrodzenie z bramkami

Obiekty niewpisane do rejestru zabytków:
- XIX-wieczna kaplica rodu Kępińskich

## Osoby związane ze Szczurową
W Szczurowej urodzili się:
- Michał Chylewski (ur. 1787) – malarz, uczestnik powstania listopadowego
- Stanisław Nita (ur. 1875) – ludowiec, więzień Berezy Kartuskiej
- Paweł Rosa (ur. 1890) – kapitan Wojska Polskiego, ofiara zbrodni katyńskiej
- Józef Gałuszka (ur. 1893) – poeta i publicysta, redaktor „Gazety Literackiej"
- Stanisław Antos (ur. 1922) – generał dywizji Wojska Polskiego, jedna z czołowych postaci wydarzeń Grudnia 1970
- Stanisław Zagaja (ur. 1925) – pomolog
- Jan Piotrowski (ur. 1953) – biskup kielecki

Inne osoby istotne dla Szczurowej:
- Jan Kępiński (ur. 1823) – działacz społeczny, właściciel Szczurowej w XIX wieku